# Tấm lát

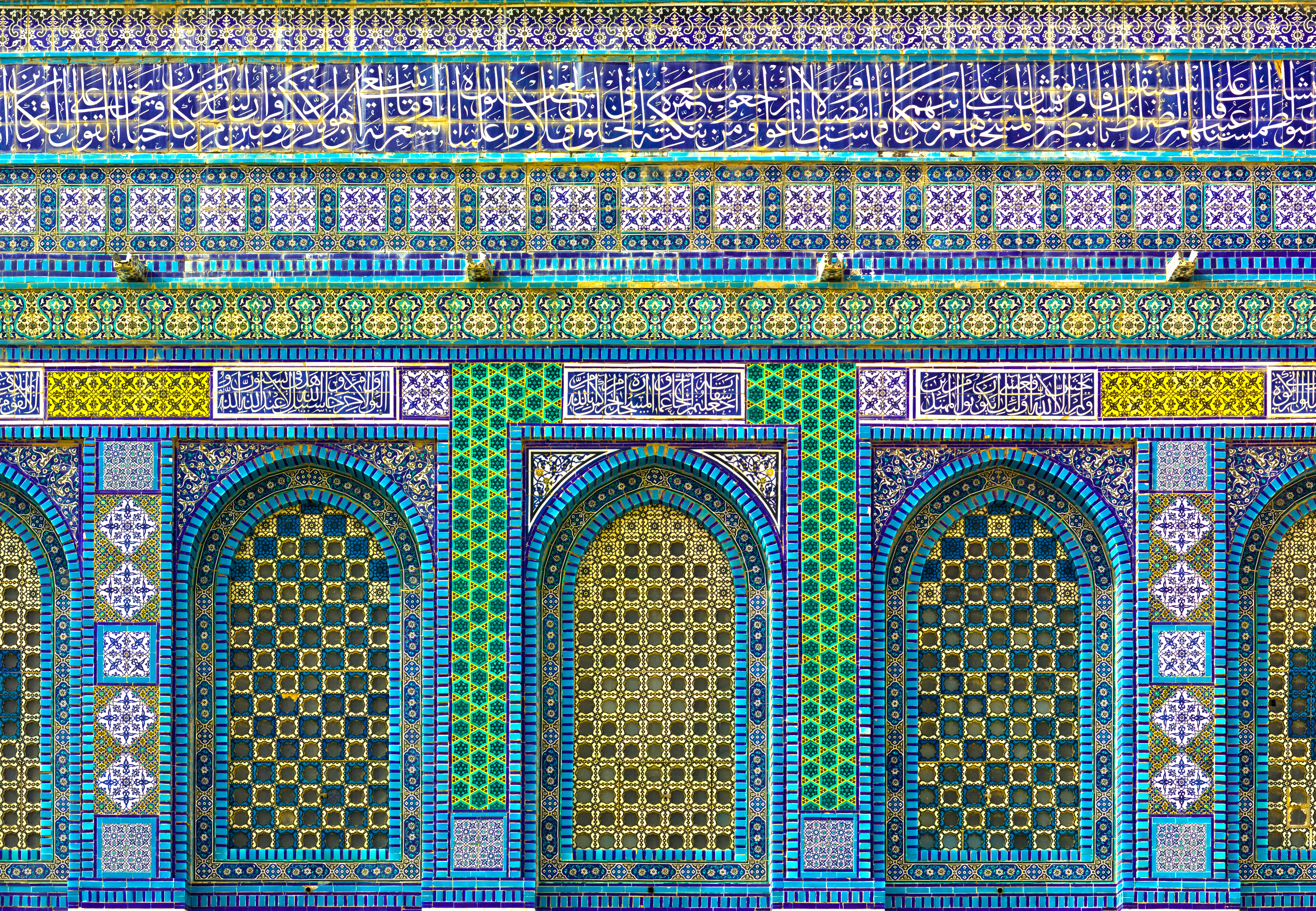
Bức tường được trang trí bằng các tấm lát nhiều màu sắc ở Nhà thờ Vòm Đá, Jerusalem

Tấm lát (tiếng Anh: tile) là được định nghĩa là vật thể mỏng, cứng, thường có hình vuông hoặc hình chữ nhật, được làm từ đá, gốm, kim loại, đất sét nung hoặc thậm chí là thủy tinh, được con người sử dụng để lát sàn nhà (khi đó gọi là gạch lát sàn), khảm lên tường hoặc phủ mặt bàn. Đá lát thường là đá cẩm thạch, mã não, đá granit hoặc đá phiến. Tấm lát mỏng thường chỉ dùng để ốp tường thay vì lát sàn, dễ hiểu vì để lát sàn thì cần vật liệu bền chịu lực tốt hơn. Ngoài ra, tấm lát có khi còn được làm bằng các vật liệu nhẹ như đá trân châu hoặc gỗ, dùng để ốp tường và trần nhà hay dùng để trang trí nhà cửa như gạch thông gió đang rất được ưa chuộng hiện nay.